# Gryf Wejherowo
Gryf Wejherowo ist ein polnischer Sportverein in der Wejherowo, Woiwodschaft Pommern, im Norden des Landes. Der Club wurde vor allem durch seine Fußballabteilung bekannt. Bronisław Lorenc, die Brüder Jagodziński und Leon Prusinski gelten als die Gründer des Clubs, der seinerzeit noch eine Abteilung des Turnvereins Sokół war. Nach dem Zweiten Weltkrieg wurde der Club dann in Gryf Wejherowo umbenannt. In der Zwischenkriegszeit war der damalige Sokół einer der wichtigsten Clubs der Region. In ganz Polen berühmt war das alljährliche Laufen in den Straßen der Stadt, das am Nationalfeiertag, dem 3. Mai, stattfand und am Marktplatz seinen Start hatte.
Auch im Boxen wurde der Club vor allem dank Emil Kuchanowski bekannt, der im Schwergewicht polnischer Meister der Armee wurde, und durch Kazimierz Switek, der 1925 polnischer Meister im Leichtgewicht wurde. Auch Hubert Skrzypczak erlernte in diesem Club das Boxen.

## Fußballabteilung
Die Fußballabteilung spielte von 2012 bis 2020 mit einer Unterbrechung in der 2. Liga, wobei meist Plätze im unteren Mittelfeld erreicht wurden. In der Saison 2015/16 konnte der Verein trotz des vorletzten Platzes die Klasse halten, da es aufgrund von Lizenzentzug oder Rückzug von Okocimski KS Brzesko, Nadwiślan Góra und der beiden eine Liga höher spielende Vereine Zawisza Bydgoszcz und Dolcan Ząbki keine sportlichen Absteiger aus der 2. Liga gab. 2020 stieg der Verein als Tabellenletzter ab.

### Erfolge
- Gewinner des regionalen Pokals
- Viertelfinale des polnischen Fußballpokals 2011/12